# 高倉日向
高倉 日向（たかくら ひなた、2004年4月30日 - ）は、日本のプロボクサー。大阪府堺市出身。現女子日本バンタム級暫定王者。ディアマンテボクシングジム所属。

## 来歴
小学4年で弟とともにキックボクシングを始め、中学2年で元女子世界王者野上奈々（リングネーム：好川菜々）が会長のディアマンテジムに入門しボクシング転向。3年時にはUJ王座決定戦を制し、統一王座決定戦でも優勝。
浪速高校時代には2021年に全国高校選抜の女子フライ級で優勝するなど、アマチュアで活躍。
その後、看護師を目指すため藍野大短大部を受験し、一度は競技を離れたが、入学後に元WBO女子アジアパシフィックミニマム級王者の吉川梨優那の活躍に刺激を受けプロ転向を決意。
2024年4月28日、堺市産業振興センターにてスパットラー・ウンルアン戦で6回戦デビューし、1回KO勝利。
2024年11月24日、堺市金岡体育館にてナタナン・サギアムチットと対戦し、3-0判定で2連勝。
2025年8月19日、後楽園ホールにてメットカルフ沙莉との日本女子バンタム級暫定王座決定戦を3-0判定で勝利し、師匠と同じプロ3戦目でのタイトル獲得に成功した。

## 戦績
- アマチュアボクシング：12勝 3敗
- プロボクシング：6戦 5勝 1KO 1分

| 戦           | 日付           | 勝敗 | 時間    | 内容    | 対戦相手                 | 国籍 | 備考                           |
| ------------ | -------------- | ---- | ------- | ------- | ------------------------ | ---- | ------------------------------ |
| 1            | 2024年4月28日  | ☆    | 1R 1:54 | KO      | スパットラー・ウンルアン | タイ | プロデビュー戦                 |
| 2            | 2024年11月24日 | ☆    | 6R      | 判定3-0 | ナタナン・サギアムチット | タイ |                                |
| 3            | 2025年8月19日  | ☆    | 6R      | 判定3-0 | メットカルフ沙莉（花形） | 日本 | 日本女子バンタム級暫定王座獲得 |
| テンプレート |                |      |         |         |                          |      |                                |

## 獲得タイトル
- 日本女子バンタム級暫定王座